# Pool (departement)
Pool is een van de twaalf departementen van Congo-Brazzaville. Het is gelegen in het zuidoosten van de Republiek Congo. De hoofdstad van het departement is Kinkala en de oppervlakte ervan is bijna 34.000 vierkante kilometer. In 2007 woonden daarop bij benadering 390.000 mensen. Het departement is genoemd naar de Pool Malebo, een 35 kilometer lange verbreding in de Kongo die het land van buurland Congo-Kinshasa scheidt. Rond het jaar 1980 werd het hoofdstedelijke district Brazzaville van het departement Pool afgesplitst.

## Grenzen
Het departement Pool ligt tegen de grens met buurland de Democratische Republiek Congo:
- Het departement grenst aan drie provincies van dat land:
  - De Evenaarsprovincie in het noordoosten.
  - Het hoofdstedelijke Kinshasa in het zuidoosten.
  - En Centraal-Kongo in het zuiden.

Pool grenst verder aan drie andere departementen:
- Plateaux in het noorden.
- Lékoumou in het noordwesten.
- Bouenza in het zuidwesten.

## Districten
Het departement is onderverdeeld in dertien districten:
- Boko
- Goma Tsé-Tsé
- Igné
- Kimba
- Kindamba
- Kinkala
- Louingui

- Loumo
- Mayama
- Mbandza-Ndounga
- Mindouli
- Ngabé
- Vindza

Bouenza · Cuvette · Brazzaville · Cuvette-Ouest · Kouilou · Lékoumou · Likouala · Niari · Plateaux · Pointe-Noire · Pool · Sangha